# Pascual Serrano Gómez

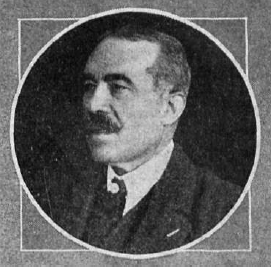
Pascual Serrano

Pascual Serrano Gómez (Corral-Rubio, Albacete, 28 de agosto de 1855 - Alicante, 13 de julio de 1913), descubridor de la Cueva de la Vieja en 1910.
Su vida profesional estuvo vinculada al magisterio, como maestro de Primera Enseñanza, desarrollando buena parte de su ejercicio en la población albacetense de Bonete. Gran interesado en la Arqueología, reunió una reseñable colección de antigüedades y publicó algunos trabajos sobre la cultura ibérica, colaborando con eminentes arqueólogos de aquellos años (Emil Hübner, Pierre Paris, Louis Capitan, Henri Breuil, Hugo Obermaier…)  

## Serrano y el arte prehistórico en la provincia de Albacete
Pero el nombre de Pascual Serrano Gómez estará siempre vinculado de una manera muy especial al arte prehistórico español, particularmente al del sector oriental peninsular Arte levantino al haber sido el descubridor científico de la  Cueva de la Vieja, en el término de Alpera, el primer santuario con arte rupestre milenario descubierto en la provincia de Albacete.
Se recuerda que cazando por el paraje del Bosque, Daniel Serrano, acompañado de su hijo José, un niño de apenas 10 años, se percata de la existencia de motivos pintados en la cueva conocida popularmente como de la Vieja, comunicando el hecho a su hermano Pascual, quien en su visita del 15 de diciembre de 1910 verifica  su valor e importancia.
En enero del año siguiente, Pascual Serrano visita a D. Enrique de Aguilera y Gamboa, Marqués de Cerralbo, mecenas interesado por la arqueología, quien le propone hacer el estudio de ese importante friso pictórico con el conocido prehistoriador francés, Abbé Henri Breuil –coautor de la investigación de la Cueva de Altamira, en 1906-  y con el joven arqueólogo Juan Cabré Aguiló –descubridor, en 1903, del primer friso de Arte levantino en España; la Roca de los Moros de Calapatá (Cretas, Teruel). El estudio se llevaría a cabo entre los meses de marzo y abril de 1911 y fue publicado en la prestigiosa revista francesa l´Anthropologie de Paris, al año siguiente. Con este hecho, el maestro de Bonete se convertía por méritos propios en el primer descubridor de los artes prehistóricos Levantino y Esquemático de la provincia de Albacete.

## Serrano y el arte prehistórico en la Comunidad Valenciana
Resta pendiente, no obstante, el reconocimiento a Pascual Serrano, por parte de la Comunidad Valenciana, al ser el primero en confirmar la presencia de arte rupestre prehistórico en ese amplio territorio, con el hallazgo de Arte levantino y Arte esquemático en la Cueva de Tortosilla, y una estación exclusivamente de Arte esquemático en el Barranco del Vizconde, también conocido como los Rincones de la Ortina, ambas en el término de Ayora (Valencia), en el año 1911. Se da la circunstancia que será el hijo de aquel, Marino Serrano, el que servirá de guía a  Henri Breuil en sus primeras investigaciones en la Cueva del Parpalló (Gandía), en 1913, en las que se descubriría la primera  plaqueta con arte mueble del que es el yacimiento más espectacular de Europa con estas muestras.

## Nombramientos
Pascual Serrano Gómez recibió el nombramiento de Académico correspondiente por Alicante de la Real Academia de Historia de España, oficial de la Academia Francesa y correspondiente de la Escuela de Estudios Superiores Hispánicos de Burdeos.
A su muerte, sería su hijo Marino quien daría continuidad a la colaboración en diversas misiones arqueológicas de Breuil, como, por ejemplo, la de las pinturas del Monte Arabí (Yecla, Murcia), confiriendo a la población de Alpera un papel relevante a modo de campamento base durante años.

## Lasagade los Serrano
La afición por la Arqueología de Pascual Serrano se mantiene entre sus descendientes, como Daniel Serrano Várez, sobrino nieto del descubridor, quien ha publicado diversos trabajos sobre aspectos prehistóricos y protohistóricos y Juan Vicente Alcaide, estudioso de la historiografía de su bisabuelo.

## Obras
- Pascual Serrano Gómez, 1989: “La Plaine de la Consolation et la ville ibérique d´Ello”, Bulletin Hispanique, t. I, Bordeaux, pp. 11-19.
- Pascual Serrano Gómez, 1911: “Descubrimiento importante”, Defensor de Albacete, 29 de mayo, año XIV, n.º 2818, Albacete.
- Breuil, H.; Serrano, P.; Cabré, J., 1912: “Les peintures rupestres d´Espagne. IV Les abris del Bosque a Alpera (Albacete)”, L´Anthropologie, XXIII, Paris, pp. 529-562.